# Wolfgang Schäuble
Wolfgang Schäuble (Freiburg im Breisgau, 18 september 1942 – Offenburg, 26 december 2023) was een Duits politicus. Hij was lid van de Christlich Demokratische Union Deutschlands (CDU). Van 2005 tot 2009 was hij minister voor Binnenlandse Aangelegenheden in het kabinet-Merkel I. In het kabinet-Merkel II en in het kabinet Merkel-III (2009-2017) was hij minister van Financiën. Na zijn ministerschap was Schäuble voorzitter van de Bondsdag (2017-2021).

## Jeugd, studie en carrière
Schäuble werd geboren als zoon van een belastingconsulent. Hij behoorde tot de Evangelische Kerk in Duitsland. In 1969 huwde hij Ingeborg Hensle. Samen kregen ze vier kinderen. Wolfgangs broer Thomas is een tijd minister van Binnenlandse Zaken van de deelstaat Baden-Württemberg geweest.
Na het behalen van zijn middelbareschooldiploma in 1961 studeerde Schäuble rechten en economie aan de universiteiten van Freiburg en Hamburg. In 1966 legde hij zijn eerste juridische staatsexamen af, en werkte hij als assistent aan de universiteit van Freiburg. Van 1968 tot 1970 liep hij stage aan een rechtbank, en in 1970 legde hij zijn tweede juridische staatsexamen af. In 1971 promoveerde hij op de dissertatie Berufsrechtliche Stellung von Wirtschaftsprüfern in Wirtschaftsprüfungsgesellschaften (Nederlands: de rechtspositie van accountants in accountantsfirma's).
Na zijn doctoraat begon Schäuble zijn professionele loopbaan bij de belastingdienst van de deelstaat Baden-Württemberg. Van 1978 tot 1984 was hij als advocaat aan de rechtbank van Offenburg geregistreerd.

## Politiek

### Eerste jaren in de politiek
Tijdens zijn studententijd trad Schäuble toe tot de Ring Christlich-Demokratischer Studenten (RCDS), die nauw aanleunde bij de Christlich Demokratische Union Deutschlands (CDU). Hij werd voorzitter van de afdelingen van Hamburg en later Freiburg.
In 1961 werd Schäuble lid van de Junge Union, de jongerenafdeling van de CDU. In 1965 werd hij ook lid van de CDU.
Van 1969 tot 1972 was hij voorzitter van de Junge Union Südbaden, in 1973 werd hij lid van het Baden-Württembergische bestuur van de CDU. Van 1976 tot 1984 was hij voorzitter van het Sportcomité van de nationale CDU.

### Van parlementslid tot minister
In 1972 werd hij voor het eerst in de Bondsdag gekozen. Tot bij de verkiezingen van 2002 werd hij telkens rechtstreeks (via zogenaamde eerst-stemmen) verkozen. In 2002 haalde hij in het kiesdistrict Offenburg 52,9% van de geldige stemmen.
In 1973 werd Schäuble benoemd tot CDU-verslaggever van de onderzoekscommissie Steiner-Wienand van de Bondsdag. Dit comité moet onderzoeken of de SPD-afgevaardigde Karl Wienand de CDU-afgevaardigde Julius Steiner omgekocht had, zodat deze zich bij de motie van wantrouwen (1972) tegen de toenmalige kanselier Willy Brandt zou onthouden. De presentatie in 1974 van de resultaten van het onderzoek was Schäubles eerste belangrijk optreden in de Bondsdag.
In het parlement ontwikkelde Schäuble zich tot een van de trouwste medewerkers van de nieuwe oppositieleider Helmut Kohl.
Van 1975 tot 1984 was hij lid van het parlementaire comité van de Raad van Europa; van 1979 tot 1982 voorzitter van de Werkgemeenschap der Europese Grensregio's.
In 1978 was Schäuble opnieuw een van de leden van een onderzoekscommissie; ditmaal inzake de spionage-affaire Lutze. Renate Lutze, een secretaresse in het ministerie van Defensie, werd verweten jarenlang voor de Stasi te hebben gespioneerd. Het comité moest de verantwoordelijkheden in deze zaak bepalen.
Van juni 1981 tot november 1984 was hij parlementair zaakvoerder van de Union-Bondsdagsfractie. Naar aanleiding van de Flick-affaire werkte hij een amnestieplan voor belastingontduiking uit, dat echter op zoveel weerstand stuitte dat het werd ingetrokken.
Op 15 november 1984 werd hij als bondsminister voor Bijzondere Opdrachten en als chef van het kanseliersambt in de regering van Helmut Kohl opgenomen. Als zodanig was hij Kohls nauwste raadgever op het gebied van de Duits-Duitse relaties.
In deze functie ontmoette hij december 1985 Alexander Schalck-Golodkowski, de Chef der Kommerziellen Koordinierung (KoKo) van de DDR, met wie hij in de volgende jaren over de binnen-Duitse aangelegenheden onderhandelde. Later bereidde hij het eerste staatsbezoek van Erich Honecker (1987) aan de Bondsrepubliek voor.
Bij de herschikking van het kabinet op 21 april 1989 werd hij minister van Binnenlandse Zaken. Een hervorming van het vreemdelingenrecht en wetgeving over de bescherming van veiligheidsgerelateerde gegevens dragen zijn signatuur.
In deze laatste functie was hij de belangrijkste onderhandelaar van het team dat het herenigingsverdrag met de DDR afsloot. Op 9 en 10 november 1988 ontmoette Schäuble in Oost-Berlijn de Oost-Duitse president Honecker en diens minister van Buitenlandse Zaken Oskar Fischer voor gesprekken over de Duits-Duitse relaties. In juli-augustus 1990 leidde Schäuble de onderhandelingen over het herenigingsverdrag tussen de Bondsrepubliek en de DDR. Op 3 oktober 1990 vond de Duitse hereniging plaats.
Op 12 oktober 1990 pleegde een geestelijk gestoorde man een aanslag op Schäuble. Tijdens een verkiezingsoptreden in Oppenau werd hij neergeschoten, waarbij hij zwaargewond raakte. Schäuble werd geopereerd, maar bleef vanaf de derde borstwervel verlamd, en was voortaan op een rolstoel aangewezen. Toch keerde hij reeds na een viertal weken weer op het politieke toneel terug.
In 1991 werd Schäuble voorzitter van de CDU/CSU-fractie in de Bondsdag. Hij zette zich in voor de verhuizing van de regering naar Berlijn. Schäuble werd Kohls vertrouweling, en in 1992 deelde Kohl mee dat hij in Schäuble zijn opvolger zag.
In 1994 publiceert hij het artikel Und der Zukunft zugewandt, waarin hij zich beklaagde over het individualisme en de onbewogenheid op het sociale vlak van velen, en een pleidooi hield voor een herbezinning op basis van gemeenschapsgeoriënteerde waarden.
In 1996 had hij de leiding over de CDU-commissie Zukunft des Steuersystems en propageerde hij een hervorming van het belastingstelsel. In het concept Tarif 2000 - weniger Steuern, mehr Arbeitsplätze werd een verlaging van de directe belastingen voorgesteld, en een gebalanceerde verhouding tussen directe en indirecte belastingen, om meer werkgelegenheid te scheppen.
In 1997 bevestigde Helmut Kohl dat Schäuble zijn voorkeurskandidaat is voor zijn opvolging als partijvoorzitter en kanselier. Kohl liet echter ook weten nog een periode in functie te willen blijven, zodat de opvolging pas voor 2002 voorzien was.

### Na de regering Kohl en het partijfinancieringsschandaal
Kohl nam echter al in 1998 ontslag als partijvoorzitter, nadat de CDU/FDP-regering de verkiezingen had verloren. Schäuble werd op de partijdag van 7 november tot nationaal voorzitter van de CDU verkozen. In zijn dankrede legde hij nadruk op de maatschappelijke positie van de CDU als "grote integrerende volkspartij van het midden".
In 1999 wekte Schäuble politiek opzien met de CDU-campagne Integration ja - Doppelte Staatsbürgerschaft nein (Integratie ja, dubbele nationaliteit nee). Hij begon een handtekeningenactie om tegen een door de regering geplande wijziging (vereenvoudiging) van de inburgeringsregels te protesteren. Sommigen verweten Schäuble en de CDU door deze actie vreemdelingenhaat aan te wakkeren, en stemmen te willen werven in het extreem rechtse milieu.
Datzelfde jaar brak het CDU-partijfinancieringsschandaal uit. Uit onderzoek bleek dat de partij onder leiding van Kohl over een uitgebreid systeem van geheime rekeningen beschikte waarop illegale partijgiften terechtkwamen. Op 26 november eiste Schäuble dat de boekhouding van de partij door een onafhankelijk accountantskantoor doorgelicht zou worden. Toen Kohl op 30 november 1999 toegaf dat er een parallel boekhoudsysteem bestond, keerde Schäuble zich, samen met Angela Merkel van Kohl af, en eiste hij volledige opklaring van de zaak. Schäuble bleef voorzitter tot 2000, toen hij zijn partij- en fractievoorzitterschap niet meer kon voortzetten omdat hij te veel in het schandaal was verwikkeld.
Op 10 januari 2000 gaf Schäuble toe dat hij in 1994 een gift van 100.000 DM (50.000 euro) in contanten had aangenomen van de wapenhandelaar Karlheinz Schreiber. Volgens zijn verklaringen zou hij deze som aan penningmeesteres Brigitte Baumeister hebben overhandigd. Baumeister beweerde echter de som van Schreiber ontvangen te hebben en deze aan Schäuble te hebben gegeven. Tevens stelde Schäuble Schreiber maar een keer te hebben gesproken. Op 31 januari gaf hij toe, in tegenspraak met zijn eerdere verklaringen, Schreiber ook in 1995 te hebben ontmoet. Schäubles geloofwaardigheid kwam in het gedrang, en op 16 februari verklaartde hij niet langer voor het partij- en fractievoorzitterschap beschikbaar te zijn.
Op 29 februari 2000 werd Friedrich Merz tot nieuwe fractievoorzitter gekozen, en op 10 april volgde Angela Merkel Schäuble op als partijvoorzitter. Schäuble bleef echter lid van het nationale bestuur van de partij.
In een televisie-uitzending van 6 april met als titel Schäubles Fall: Innenansicht einer Affäre bestempelde Schäuble zichzelf als slachtoffer van een "intrige vol criminele elementen". Op 13 april 2000 verscheen Schäuble voor het parlementaire comité dat het schandaal onderzocht. Onder eed steltde hij nogmaals dat noch CDU, noch de regering onder Helmut Kohl omkoopbaar waren. Bovendien herhaalde hij zijn verklaringen aangaande de gift van 100.000 DM die hij van Karlheinz Schreiber ontvangen zou hebben. Het bleven dus zijn woorden tegen die van Brigitte Baumeister. In juni diende Schreiber om deze verklaring een klacht wegens meineed tegen Schäuble in.

### De comeback
Nadat op 16 juni 2001 Eberhard Diepgen het vertrouwen van het Berlijnse Huis van Afgevaardigden, als gevolg van het Berlijnse Bankschandaal, verloren had, en Klaus Wowereit (SPD) als nieuw regerende burgemeester aangetreden was, werd Schäuble als CDU-lijsttrekker voor de vervroegde verkiezingen van oktober 2001 naar voren geschoven. De partijdag van de Berlijnse CDU gaf echter de voorkeur aan de plaatselijke voorman Frank Steffel.
In oktober 2000 publiceerde Schäuble zijn boek Mitten im Leben. Hierin geeft hij zijn visie op de ontwikkeling van de CDU na de verkiezingsnederlaag van 1998 weer. Belangrijke thema's hierbij zijn het financieringsschandaal en de richtingen- en machtsstrijd binnen de partij.
Tijdens de verkiezingen van 2002 maakte hij deel uit van het competentie-team van Unionskandidaat Edmund Stoiber.
In het parlement werd hij in oktober 2002 plaatsvervangend fractievoorzitter voor buitenlandse, veiligheids- en Europapolitiek.
Als parlementslid maakt hij als plaatsvervangend lid deel uit van de volgende comités:
- Buitenlandse zaken
- Defensie
- Mensenrechten en humanitaire hulp
- Europese aangelegenheden

In 2003 viel hij in politieke zin op door zijn duidelijke pro-Amerikaanse houding inzake de Irakoorlog. In verschillende talkshows en interviews verdedigde hij de houding en het optreden van de Verenigde Staten, en wees kritiek ter zake scherp van de hand.
Ook voor de presidentsverkiezingen van 2004 was Schäuble voor de CSU en grote delen van de CDU de voorkeurskandidaat. Ondanks de steun van de Beierse minister-president Edmund Stoiber (CSU) en van de Hessische minister-president Roland Koch haalde hij de nominatie niet, omdat een aantal CDU-politici, onder wie voorzitster Angela Merkel, en de FDP hun steun weigerden omdat zijn rol in het partijfinancieringsschandaal nog steeds niet volledig duidelijk was. Uiteindelijk werd Horst Köhler als gemeenschappelijke kandidaat van de Union en de FDP voorgedragen en verkozen.
Tijdens de verkiezingen van 2005 maakte Schäuble, als specialist voor buitenlandse zaken, deel uit van het competentieteam van de Union-kandidaat Angela Merkel. Van 2005 tot en met 2009 was hij minister voor Binnenlandse Zaken in het kabinet-Merkel I. In oktober 2009 werd bekend dat hij minister van Financiën zou worden in het kabinet-Merkel II. Als minister van Financiën speelde hij een belangrijke rol binnen de eurogroep aangaande de Europese staatsschuldencrisis.
Vanaf 26 maart 2014 was Schäuble het langstzittende Bondsdaglid. Tot die tijd was Richard Stücklen (CSU), die van 1949 tot 1990 lid van de Bondsdag was, het langstzittende lid.
In oktober 2017 werd Schäuble verkozen tot voorzitter van de Bondsdag. Tot een nieuwe regering was gevormd werden zijn taken als minister van Financiën waargenomen door Peter Altmaier. In oktober 2021 droeg Wolfgang Schaüble zijn plaats als voorzitter van de Bondsdag over aan Bärbel Bas (SPD).
Schäuble overleed op Tweede Kerstdag 2023 op 81-jarige leeftijd.

## Prijzen en eretekens
- 1991 - Großkreuz des Verdienstordens der Bundesrepublik Deutschland
- 1991 - Joseph-Rey-Preis
- 1991 - Preis der Goethe-Stiftung
- 1991 - Ehren-Bambi
- 1992 - Goldenes Mikrofon als "Spreker van het jaar 1991".
- 1992 - Eredoctoraat van de Universiteit van Erlangen
- 1992 - Sonderpreis der Stiftung Kulturförderung
- 2012 - Internationale Karelsprijs Aken
- 2018 - Ridder Grootkruis in de Orde van Oranje-Nassau

## Publicaties
- Der Vertrag. Wie ich über die deutsche Einheit verhandelte (DVA, 1991)
- Und der Zukunft zugewandt (Siedler, 1994)
- Und sie bewegt sich doch (Siedler, 1998)
- Mitten im Leben (Bertelsmann, 2000)
- Scheitert der Westen? (Bertelsmann, 2003)

## Trivia
- Volgens een studie over doping in West-Duitsland was Schäuble in de jaren zeventig voorstander van dopinggebruik door West-Duitse atleten.[2]